# Ландштрасе
Ландштрасе (нім. Landstraße, букв. «сільська дорога») — третій район Відня. Відомий приблизно з 1200 року.
Район найбільш відомий Бельведером — палацом на заході Ландштрассе, що був побудований Євгенієм Савойським в XVIII столітті. Нині в палаці розташована Австрійська галерея. На території району також кладовище Святого Марка.
48°11′47″ пн. ш. 16°23′45″ сх. д. / 48.19639° пн. ш. 16.39583° сх. д.
| Австрія | Це незавершена стаття з географії Австрії. Ви можете допомогти проєкту, виправивши або дописавши її. |